# Голубянка большая
Голубянка большая или голубянка донниковая, голубянка дорилей (лат. Polyommatus (Agrodiaetus) dorylas) — вид бабочек из семейства голубянки. Размах крыльев 28-36 мм.

## Этимология названия
Дорилей — город в Северной Фригии, узел дорог на Пессин, Иконий и Апамею.

## Ареал и места обитания

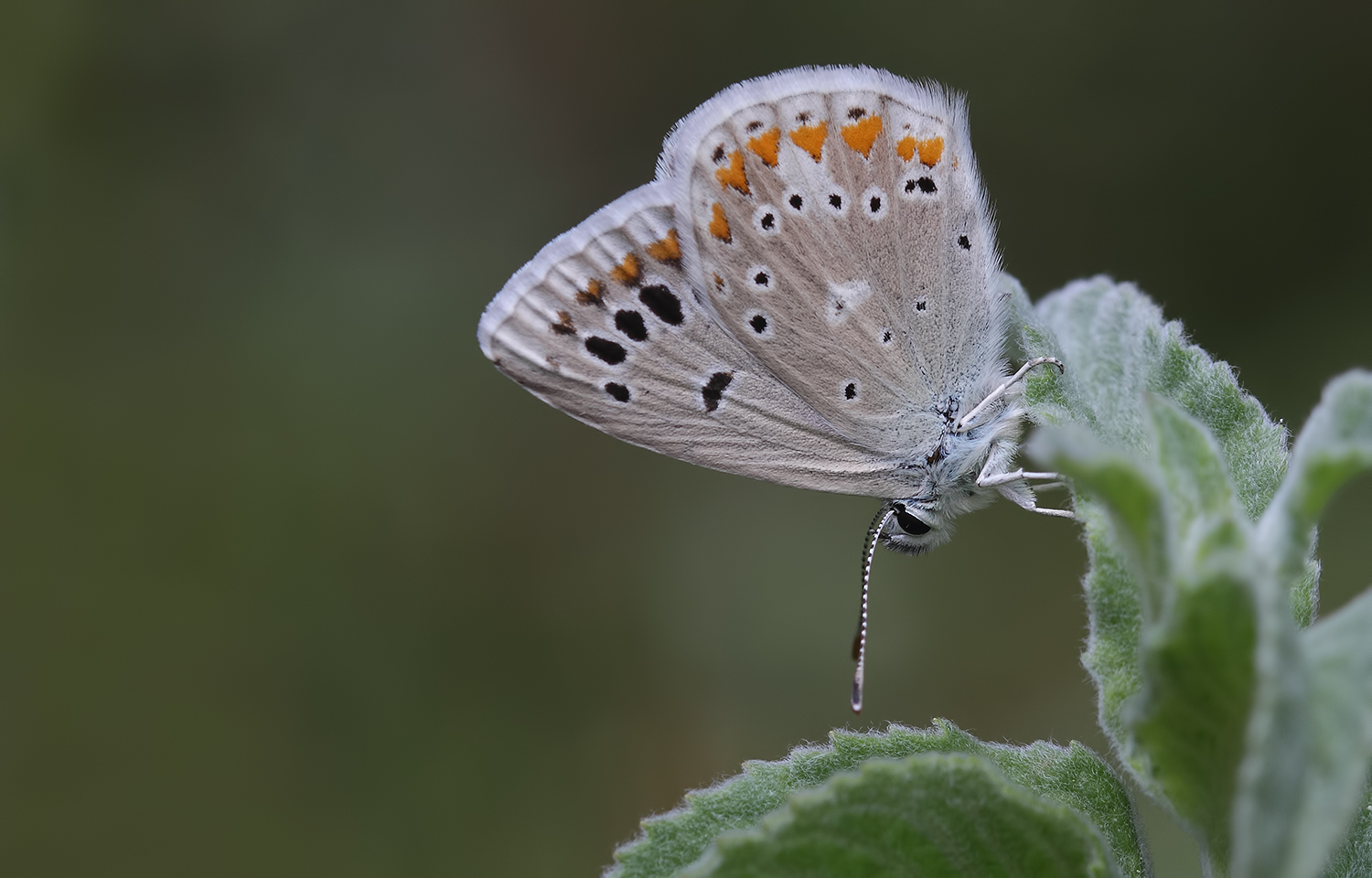

Южная, Центральная и частично Восточная Европа, Турция, Кавказ и Закавказье.
Встречается в Польше (преимущественнов южной части страны, на севере только на Мазурском Поозерье), на юге Литвы (здесь вид очень редок). Имеются изолированные популяции в Псковской и Калининградской областях. На территории Беларуси достоверно обитает одна популяция на ограниченной территории у Гродно. В Карпатских горах локальными популяциями встречается в Словакии и Румынии.
Один из редчайших видов на территории Украины. Вид отмечался во Львовской, Закарпатской, Ивано-Франковской, Тернопольской, Хмельницкой, Житомирской, Киевской, Черниговской и Полтавской областях. Встречается редко и локально. Относительно стабильные популяции известны только из Закарпатской и Львовской областей, но и там вид встречается крайне локально. Вероятно, во многих областях на севере, в центре и на востоке Украины к настоящему времени данный вид уже исчез.
Населяет пояс широколиственных лесов, сухие луга на известковых почвах. В степи предпочитает известняковые обнажения с разреженной растительностью. На Кавказе населяет горные луга среднего пояса от 600 до 1200 м н ур.м.

## Биология
На юге ареала вид развивается в двух поколениях: время лёта первого приходится на май-июнь, второго — в июле-начале сентября. На севере ареала (в северной Польше, Литве, Беларуси и северо-западных областях России) за год -только одно поколение, бабочки которого встречаются с третьей декады июня до начала августа.
Самки откладывают яйца поштучно на листья или цветки кормовых растений. Гусеницы питаются преимущественно цветками растений. Кормовые растения: язвенник обыкновенный, люцерна, клевер, донник, чина, чабрец. Зимует гусеница в свернутых листьях. Гусеницы являются мирмекофилами и контактируют с муравьями Lasius alienus, Myrmica scabrinodis, Formica cinerea. Окукливаются на кормовых растениях. Куколка крепится поперечным пояском из шелковины и вершиной брюшка к растению.